# Jada Stevens
Candace Jackson (Snellville, Georgia; 4 de julio de 1988), más conocida como Jada Stevens, es una actriz pornográfica estadounidense.

## Biografía
Se inició en la industria del entretenimiento para adultos en un club nocturno de Atlanta, Georgia, Estados Unidos, a los 19 años e hizo su debut en la industria del porno en 2008, a los 20 años. Ha aparecido en cerca de 700 producciones, se especializa en variados tipos de escenas, incluyendo: sexo anal, hardcore, interracial y lesbianismo.
En 2012 recibió el Premio AVN en la categoría de Mejor escena de trío M-H-M por la película Ass Worship 13.
Jada tiene un tatuaje de un ideograma chino en la parte posterior de su cuello que significa ninfómana, así como un tatuaje de Hello Kitty en el tobillo, pírsines en el ombligo, pezones, clítoris, perineo y nariz. Es fanática de la música hip hop.
En 2013 apareció como invitada en el programa Fresh Off The Boat del sitio web Vice, donde recorrió Miami junto al animador Eddie Huang, en una visita centrada en la comida y la pornografía.

## Premios
- 2012 − Premio AVN − Best Three-Way Sex Scene − Ass Worship.[10]
- 2012 − Urban X Award − IR Star of the Year[11]
- 2013 − XCritic Fans Choice Award − Female Performer of the Year[12]